# Thesium cavifrons
Thesium cavifrons är en skalbaggsart som först beskrevs av Leconte 1863.  Thesium cavifrons ingår i släktet Thesium och familjen kortvingar. Inga underarter finns listade i Catalogue of Life.